# Гіромагнітний ефект

ЕМ-хвиля в магнітному матеріалі

Гіромагнітний ефект — ефект, що виникає коли на магнітний матеріал застосовується магнітне поле, що змінюється в часі (наприклад, магнітна складова ЕМ-поля), вектор магнітного моменту має тенденцію обертатися навколо магнітного поля постійного струму.
Гіромагнітний ефект впливає на спосіб поширення радіочастотного поля, і це описується проникністю дев'яти елементів, що називається тензором,
який пов'язує кожне з трьох Η полів компонентів (x, y, z — напрямках) до кожного з трьох векторних Β компонентів. Вплив на поширення ЕМ-поля показано на рисунку.
Коли ЕМ-поле знаходиться в намагніченому магнітному матеріалі, хвиля не рухається по прямій лінії, а замість цього по кривій, в даному випадку, вправо.